# Diacyclops pelagonicus
Diacyclops pelagonicus – gatunek widłonoga z rodziny Cyclopidae, nazwa naukowa gatunku została po raz pierwszy opublikowana w 1971 roku przez macedońskiego biologa Trajana Kirila Petkowskiego z "Prirodonaucen Muzej na Makedonija" (maced. Природонаучен музеј на Македонија) w Skopje. 